# Hunburg (Betziesdorf)

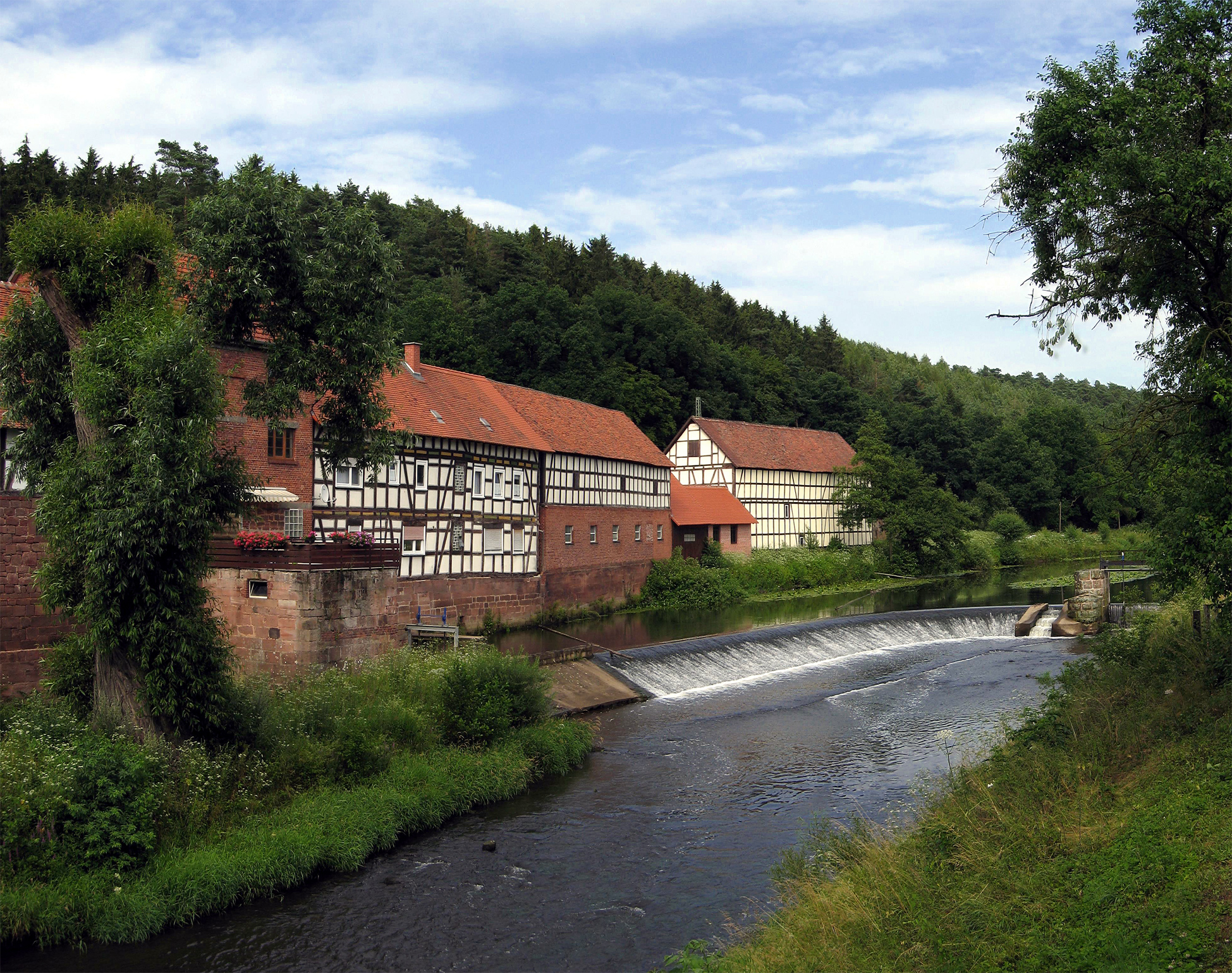
Blick auf die Hainmühle etwa vom Standort der Hunburg aus.

Die Hunburg ist eine abgegangene Wasserburg gegenüber der Hainmühle an der Ohm bei dem Stadtteil Betziesdorf der Kleinstadt Kirchhain im Landkreis Marburg-Biedenkopf in Hessen.
Wann und von wem sie erbaut wurde, ist urkundlich nicht überliefert. Die kleine mit einer Ringmauer umgebene Turmburg wurde wohl im 12. Jahrhundert zur Sicherung eines Ohmübergangs des alten Lahnberg-Höhenwegs in Richtung Burgwald erbaut und vermutlich um 1250 durch Truppen der Herzogin Sophie von Brabant zerstört. Um 1283 wird die Anlage bereits als wüst bezeichnet.
Im 19. Jahrhundert wurde der ursprünglich höhere Turmhügel wegen eines Wegebaues abgetragen. Sichtbare bauliche Reste sind nicht mehr vorhanden.